# Dasysphinx boettgeri
Dasysphinx boettgeri là một loài bướm đêm thuộc phân họ Arctiinae, họ Erebidae.